# Zlatnik

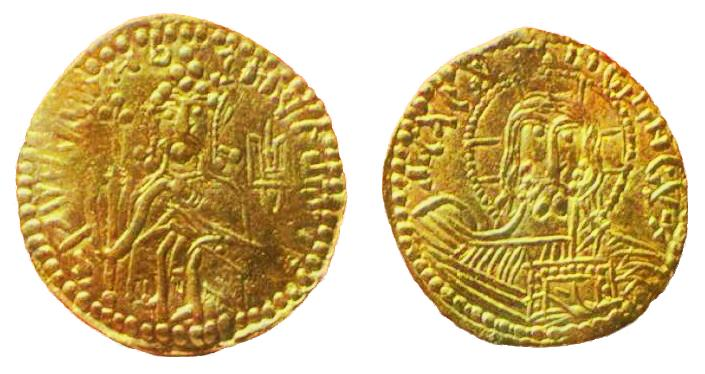
Златник Володимира Святославовича

Zlatnyk oder Zolotnik ist ein gebräuchlicher Name für eine Goldmünze in der Kiewer Rus, die Ende des 10. Jahrhunderts vom Kiewer Großfürsten Wolodymyr Swjatoslawowitsch geprägt wurde. Wahrscheinlich erfolgte die erste Emission im Jahr 990 anlässlich der Taufe der Rus und der Hochzeit des Fürsten mit der byzantinischen Prinzessin Anna. Insgesamt wurden 11 Goldmünzen gefunden, davon stammen sechs aus dem Pina-Schatz. Ähnlich dem byzantinischen Solidus in Prägetechnik, Aussehen und Gewicht (ca. 4,2 g). Die Legende der Münze ist in kyrillischer Schrift verfasst. Es zeigt ein statisches Bild eines Prinzen mit einem Dreizack. Typologisch werden sie in zwei Typen eingeteilt, die sich im Legendentext unterscheiden. Als Zirkulations- und Zahlungsmittel war es nicht weit verbreitet, sondern hatte eher eine deklarative Funktion. Funde von Goldmünzen in Horten zusammen mit Feststoffen zeugen jedoch von der Anerkennung dieser Münzen als gleichwertig.

## Geschichte

### Einführung von Münzen in den Umlauf
Während der Gründung der Kiewer Rus verbreiteten sich auf ihrem Land byzantinische Goldmünzen. Der byzantinische Festkörper war eine der weltweiten Währungseinheiten des frühen und späten Mittelalters. Sie wurden von allen Völkern Ost- und Mitteleuropas sowie den Wikingern genutzt. Die meisten Feststoffe gelangten dank Handelsgeschäften von Kaufleuten sowie dank militärischer Lösegelder nach Russland. Silber- und Kupfermünzen aus Byzanz wurden nur im Fürstentum Tmutorokan im Handel mit der byzantinischen Krim verwendet, arabische Dirham wurden in Kiew und benachbarten Fürstentümern verwendet.
Anschließend wurde die byzantinische Goldmünze zum Vorbild für die ersten Münzen der Kiewer Fürsten – Goldmünzen.
Die Goldschmiede von Wolodymyr waren eine der ersten Münzen, die in Kiew geprägt wurden. Sie werden in zwei Typen unterteilt. Die Vorderseite der ersten Münzart trägt die Inschrift „Vladimir, a se ego zlato“. Münzen des zweiten Typs haben eine andere Inschrift: „Wladimir auf dem Tisch“. Im mittleren Teil der Vorderseite ist das Bild des Prinzen mit Zepter und Kreuz zu sehen. Über Wolodymyrs linker Schulter befindet sich das Symbol der Familie Rurik – ein Dreizack. Auf der Rückseite (die Rückseite beider Münzarten ist gleich) der Name Jesu Christi und sein Bildnis (Christus-Pantokrator). Die Goldmünzen imitieren kompositorisch die byzantinischen Münzen Basileios II. und Konstantins VIII. (976–1025).

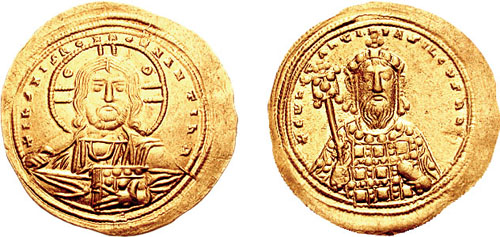
Солід Василя ІІ і Константина VІІІ

Münzen wurden aus hochwertigem Gold (916 und 958) geprägt, wahrscheinlich durch Umprägen von Festkörpern.
Es sind nur Münzen des Fürsten Wolodymyr Swjatoslawitsch bekannt.

### Forschungsgeschichte
Über den Beginn der Münzprägung durch die Kiewer Fürsten gibt es in den Annalen keine Hinweise. Auch der Name „Zlatnyk“ ist bedingt. Es stammt aus dem Vertrag von 945 zwischen Fürst Igor und den Byzantinern – eine Goldmünze wurde damals jede Goldmünze genannt.
Die erste bekannte Goldmünze wurde 1796 vom Kiewer Apotheker Bunge gekauft, später ging diese Münze jedoch verloren.
Mehrere Goldmünzen wurden 1804 von Archäologen im Pinsker Hort entdeckt und landeten daher in der Eremitage, wo sie ohne Angaben zu ihrer Herkunft beschrieben wurden.
Im 19. Jahrhundert war die Meinung populär, dass Kiewer Rus barbarisch und wirtschaftlich rückständig gewesen sei, was die Möglichkeit, eigene Münzen zu prägen, infrage stellte. Da es nur wenige Erstfunde von Gold- und Silbermünzen gab, stellten Forscher sofort deren Originalität infrage. Der Erste, der diese Münzen als altrusisch erkannte, war F.I. Krug, der den Katalog der Eremitage umschrieb, in dem Goldmünzen als barbarische Fälschungen von Feststoffen aufgeführt wurden.
Im Jahr 1852 wurde ein großer Schatz an Silbermünzen (200 Münzen) gefunden, nach dessen Untersuchung niemand mehr daran zweifelte, dass die Münzen der Kiewer Rus gehörten, aber es gab immer noch sechs Exemplare der gefundenen Goldmünzen.
Im Jahr 1876 erstellte der berühmte Numismatiker I. Tolstoi den ersten Katalog antiker russischer Münzen. Er führte eine stilistische Analyse durch, verglich Münztypen und entwickelte eine Chronologie der Münzprägung. Tolstoi erkannte als erster die Ähnlichkeit der Silbermünzen der ersten Ausgabejahre mit Goldmünzen und bewies, dass sie zur Ära des Fürsten Wolodymyr Swjatoslawitsch gehörten.
Sowjetische Jubiläumsmünze mit dem Bild einer Goldmünze
Tolstois Katalog löste ständige Diskussionen aus. Die nächste Klassifizierung von Münzen wurde in den 1920er Jahren von O. V. Oreshnikov vorgeschlagen und nannte die Goldmünzen die Münzen von Wolodymyr Monomach. Seine Einstufung wurde von den Forschern R. Fasmer und N. Bauer dementiert. Weitere Untersuchungen des Geldumlaufs der Kiewer Rus zeigten die Falschheit von Oreschnikows Ideen. Und die Untersuchung fürstlicher Zeichen auf Münzen durch den Archäologen N. Likhachev rehabilitierte schließlich die Klassifizierung von I. Tolstoi. Likhachev war der erste, der die Idee vorschlug, dass zu Ehren der Annahme des Christentums in der Kiewer Rus Silbermünzen des 1. Typs und Goldmünzen ausgegeben wurden.
Der nächste Schritt bei der Erforschung antiker russischer Münzen erfolgte durch den Numismatiker I. G. Spassky, der alle Münzen nach den Prägemeistern der Briefmarken klassifizierte. Spasskys Forschungen bestätigten Likhachevs Ideen und klärten auch die Geschichte der Prägung von Silbermünzen auf. Spassky war der erste, der die Entstehungsgeschichte jeder Goldmünze und vieler Silbermünzen veröffentlichte.

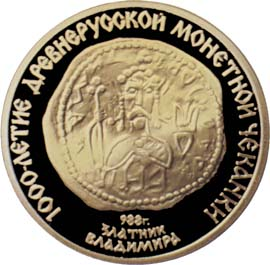
Радянська ювілейна монета із зображенням златника

Insgesamt wurden offiziell 11 Goldmünzen gefunden. Heute ist der Standort von 10 davon bekannt: 7 in der Eremitage, 1 im Nationalen Geschichtsmuseum der Ukraine, 1 im Nationalen Geschichtsmuseum der Ukraine und 1 im Archäologischen Museum Odessa.

## Zusätzliche Fakten
- Das Gewicht des byzantinischen Solidus und der Goldmünze wurde schließlich zur russischen Gewichtseinheit – der Goldmünze (4,266 g).
- 1988 wurde zu Ehren des 1000. Jahrestages der ersten Münzen der Kiewer Rus eine 100-Rubel-Münze mit dem Bild einer Goldmünze ausgegeben.